# Yekaterina Níkonova
Yekaterina Níkonova –en ruso, Екатерина Никонова– (25 de abril de 2003) es una deportista rusa que compite en natación. Ganó tres medallas de plata en el Campeonato Mundial Junior de Natación de 2019, en las pruebas de 4 × 100 m estilos, 4 × 100 m libre mixto y 4 × 100 m estilos mixto, y siete medallas en el Campeonato Europeo Junior de Natación, en los años 2018 y 2019.